# Francavilla al Mare
Francavilla al Mare is een gemeente in de Italiaanse provincie Chieti (regio Abruzzen) en telt 23.771 inwoners (31-12-2012). De oppervlakte bedraagt 23,0 km², de bevolkingsdichtheid is 1034 inwoners per km².

## Demografie
Francavilla al Mare telt ongeveer 10267 huishoudens. Het aantal inwoners steeg in de periode 1991-2001 met 5,6% volgens cijfers uit de tienjaarlijkse volkstellingen van ISTAT.
| Jaar | Inwoneraantal |
| ---- | ------------- |
| 1991 | 21.675        |
| 2001 | 22.883        |

## Geografie
Francavilla al Mare grenst aan de volgende gemeenten: Chieti, Miglianico, Ortona, Pescara (PE), Ripa Teatina, San Giovanni Teatino, Torrevecchia Teatina.